# 트리데브 로이
트리데브 로이(우르두어: راجہ تری دیو رائے)는 파키스탄의 정치인이다. 치타공 구릉지대 출신으로 방글라데시 독립 전쟁으로 인해 방글라데시에 남기로 한 아들에게 양위할때까지 줌머인 가운데 하나인 차크마족의 라자였다. 방글라데시 독립 전쟁의 원인이 된 1970년 파키스탄 총선에서 치타공 구릉지대의 선거구에서 무소속으로 당선되었으며, 동파키스탄에서 아와미 연맹이 이기지 못한 2개 선거구 중의 하나였다.